# Slagsmålsklubben
Slagsmålsklubben – auch bekannt als SMK – ist eine Elektropop-Band aus Schweden. Der Name Slagsmålsklubben ist eine Übersetzung des Titels des Filmes Fight Club ins Schwedische. Mit ihren Nebenprojekten 50 Hertz und Häxor och porr tauchten sie auf Björks Compilation Army of Me: Remixes and Covers auf.

## Geschichte
Slagsmålsklubben wurde am 2. November 2000 im schwedischen Norrköping von Joakim „Beebop“ Nybom, Björn Nilsson und Joni Mälkki gegründet, die alle Mitglieder der Progressive-Rock-Band The Solbrillers waren.
Die Idee, eine Synthpop-Band zu gründen, kam ihnen bei einer Bandprobe mit The Solbrillers. Da der Sänger der Band nicht auftauchte, beschlossen sie, Jonis alten Synthesizer an seinen Gitarrenverstärker anzuschließen. Die drei nahmen ein paar Songs auf, die schlussendlich zur Bildung von Slagsmålsklubben führten.
Hannes Stenström kam ein Jahr später (2001) zur Band hinzu, weil er viel bessere Synthesizer als die anderen hatte. Frej Larsson schloss sich ihnen 2003 an, nachdem sie die 7" Hyreshusklossar zusammen gemacht hatten und 2004 kam Kim Nilsson dazu.
2005 zog die gesamte Band nach Berlin um. 2011 kehrten alle Mitglieder nach Stockholm zurück. Dort teilen sie sich eine Villa mit Tonstudio, in welchem das vierte Album aufgenommen und bearbeitet wurde.

## Nebenprojekte
Die Mitglieder der Band haben viele Nebenprojekte, wie z. B. 50 Hertz, bei dem viele SMK-Mitglieder mitmachen, Din Stalker, das Soloprojekt von Stenström, und Offerprästers orkester, eins von Larssons Soloprojekten.

## Diskografie
- 2001: Fest I Valen
- 2003: Den Svenske Disco
- 2004: Sagan Om Konungens Årsinkomst
- 2007: Boss for Leader
- 2009: Brutal Weapons (Single)
- 2012: Jake Blood (EP)
- 2012: The Garage